# Колагранде, Джада
Джада Колагранде (итал. Giada Colagrande; род. 16 октября 1975, Пескара, Абруццо, Италия) — итальянский режиссёр, актриса, сценарист и продюсер

## Биография
Джада Колагранде родилась в итальянской коммуне Пескара в регионе Абруццо. Она училась в Италии, Швейцарии и Австралии, а в 1995 году переехала в Рим, где начинает снимать документальные фильмы об искусстве. С 1997 года Колагранде присоединилась к арт-проекту VOLUME и выпустила серию видеопортретов семи современных художников: Яннис Кунеллис, Альфредо Пири, Бернхарда Рюдигера, Nunzio, Раймунда Куммера, Джанни Десси, Маурицио Савини и Сол Левитта.
Джада Колагранде сняла три короткометражных фильма: «Карнавал» (1997), «Fetus — 4 приносит смерть» (1999) и «n.3» (2000). В 2001 году Колагранде снялась в своем первом полнометражном фильме «Открой моё сердце», в котором также выступила в роли режиссёра и сценариста. Этот фильм открыл Венецианский фестиваль в 2002 году, в 2003 году был представлен на таких международных фестивалях, как Кинофестиваль Трайбека и получил премию Prix de l’avenir на конкурсе Paris Cinéma в 2003 году. Колагранде была номинирована в категории «Лучший новый режиссёр» на премию «Silver Ribbon» в 2003 году. Фильм «Открой моё сердце» был выпущен в Италии кинокомпанией Lucky Red, а в США — Strand Releasing.
В 2005 году Джада Колагранде сняла свой второй полнометражный фильм Before it Had a Name, главные роли в котором сыграли сама Колагранде и соавтор фильма Уиллем Дефо. Фильм открыл Венецианский кинофестиваль в 2005 году. Был показан на кинофестивале в Сан-Себастьяне и других международных фестивалях. Фильм вышел в прокат под названием «Черная вдова».
В 2010 году она сняла свой третий полнометражный фильм A Woman, где главные роли сыграли Уиллем Дефо и Джесс Вайслер. Премьера фильма прошла на Веницианском кинофестивале, и после был показан на многих других международных кинофестивалях.
В 2012 году сняла короткометражный фильм «Женское платье», третий фильм из серии PRADA «Женские сказки Miu Miu». Также завершила работу над полнометражным фильмом «‘’Жизнь и смерть Марины Абрамович’’ Боба Уилсона» — документальный фильм о работе режиссёра Роберта Уилсона над оперой, основанной на биографии Марины Абрамович. Главные роли исполнили Уиллем Дефо, Энтони Hegarty и сама Марина Абрамович. В качестве площадок для съёмок были использованы МоМА в Нью-Йорке и Лувр в Париже. Премьера и первого, и второго фильма состоялась на Венецианском кинофестивале в 2012 году.
В 2013 Колагранде продолжает сотрудничество с мастером перформанса Мариной Абрамович и снимает фильм «Метод Абрамович», который был представлен на Венецианском кинофестивале и он все еще демонстрируется в различных музеях по всему миру.
В 2016 году вышел фильм Колагранде «PADRE», в котором она также выступила в роли сценариста. Роли в фильме сыграли Франко Баттиато, Уиллем Дефо и Марина Абрамович. Премьера фильма состоялась на Международном кинофестивале в Морелии в октябре 2016 года и он все ещё демонстрируется на кинофестивалях по всему миру.
Колагранде также снялась в фильме «Пазолини» Абеля Феррары (2014) и короткометражном фильме Уэса Андерсона «Кастелло Кавальканти» (2014).
В 2017 году она дебютировала в качестве певицы, писателя и композитора в проекте THE MAGIC DOOR, созданного Артуаном Ребисом и Винченцо Зителло.

## Личная жизнь
Джада Колагранде состоит в браке актером Уиллемом Дефо с 2005 года.

## Фильмография
- Открой моё сердце (2002)
- Черная вдова (2005)
- Женщина (2010)
- Жизнь Боба Уилсона и смерть Марины Абрамович (2012)
- The Abramovic Method (2013)
- Кастелло-Кавальканти (2013)
- Пазолини (2014)
- PADRE (2016)
- Тропико (TBA)